# Romalı Perihan

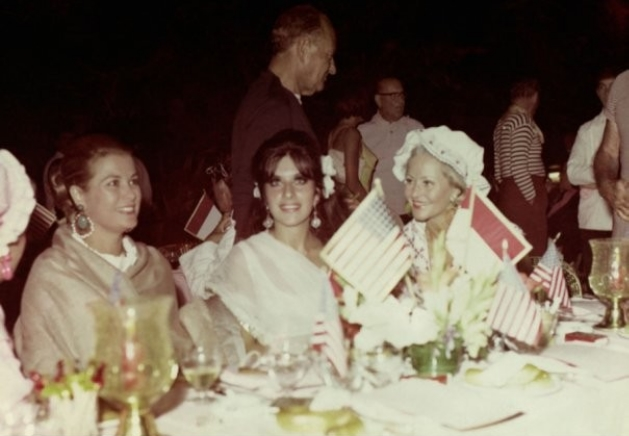
Grace Kelly, Romalı Perihan, Rosemarie Kanzler

Perihan Benli, més coneguda com a Romalı Perihan (Roma, 18 de març de 1942 - Istanbul, 5 de maig de 2016) va ser una actriu, model i soprano turca. Perihan Benli va néixer i créixer a Roma, Itàlia. Estudià a l'Accademia Nazionale d'Arte Drammatica Silvio D'Amico. Va actuar en pel·lícules de Federico Fellini i Orson Welles. El sobrenom "Romalı Perihan", que significa "Perihan la romana" en turc, li fou impost per Zeki Müren. Es va casar diverses vegades, i el seu matrimoni amb Bijan, el Príncep d'Esfandiari-Bakhtiari, la va convertir en cunyada de la reina Soraya.